# Lista najwyższych krajowych rozgrywek ligowych w piłce nożnej mężczyzn należących do FIFA

## Ligi mężczyzn
Poniższa lista przedstawia 210 najwyższych krajowych rozgrywek ligowych z krajów, które należą do FIFA (54 z CAF, 54 z UEFA, 47 z AFC, 34 z CONCACAF, 11 z OFC i 10 z CONMEBOL). Szwajcaria z Liechtensteinem mają 1 wspólną ligę Swiss Super League, poza tym w Major League Soccer, która dzieli się na konferencję wschodnią i zachodnią biorą udział 3 kluby z Kanady i 16 ze Stanów Zjednoczonych. Montserrat zawiesiło swoją ligę od 2004 roku, Pakistan od sezonu 2015–2016. W Afganistanie, Republice Zielonego Przylądka, Kiribati i Portoryko zamiast rozgrywek ligowych jest turniej

### A
- Albania od 1932 roku
- Algieria od 1964 roku
- Andora od 1996 roku
- Anglia od 1905 roku
- Angola od 1980 roku
- Anguilla od 1997 roku
- Antigua i Barbuda od 1972 roku
- Arabia Saudyjska od 1956 roku
- Argentyna od 1912 roku
- Armenia od 1992 roku
- Aruba od 1988 roku
- Australia od 1963 roku
- Austria od 1907 roku
- Azerbejdżan od 1994 roku

### B
- Bahamy od 1968 roku
- Bahrajn od 1968 roku
- Bangladesz od 1976 roku
- Barbados od 1968 roku
- Belgia od 1904 roku
- Belize od 1986 roku
- Benin od 1964 roku
- Bermudy od 1962 roku
- Bhutan od 2000 roku
- Białoruś od 1992 roku, wcześniej jako ZSRR w latach 1936–1991.
- Birma / Mjanma od 1948 roku
- Boliwia od 1926 roku
- Bośnia i Hercegowina od 1996 roku[7]
- Botswana od 1978 roku
- Brazylia od 1923 roku
- Brunei od 1972 roku
- Brytyjskie Wyspy Dziewicze od 1996 roku
- Bułgaria od 1924 roku
- Burkina Faso od 1964 roku
- Burundi od 1972 roku

### C
- Czechy od 1907 roku, wcześniej jako Czechosłowacja w latach 1918–1993
- Chile od 1913 roku
- Chiny od 1931 roku
- Chorwacja od 1992 roku[8]
- Curaçao od 1932 roku
- Cypr od 1948 roku
- Czad od 1964 roku
- Czarnogóra od 2007 roku[9]

### D
- Dania od 1904 roku
- Demokratyczna Republika Konga od 1964 roku
- Dominika od 1994 roku
- Dominikana
- Dżibuti od 1994 roku

### E
- Egipt od 1923 roku
- Ekwador od 1926 roku
- Erytrea od 1998 roku
- Estonia od 1923 roku, wcześniej jako ZSRR w latach 1936–1991.
- Eswatini od 1978 roku
- Etiopia od 1952 roku

### F
- Fidżi od 1964 roku
- Filipiny od 1930 roku
- Finlandia od 1908 roku
- ,  Francja/Monako od 1904 roku[10]

### G
- Gabon od 1966 roku
- Gambia od 1968 roku
- Gibraltar od 1895 roku
- Ghana od 1958 roku
- Grecja od 1927 roku
- Grenada od 1978 roku
- Gruzja I Grupa od 1992 roku, wcześniej jako ZSRR w latach 1936–1991.
- Gruzja II Grupa od 1992 roku, wcześniej jako ZSRR w latach 1936–1991.
- Guam od 1996 roku
- Gujana od 1970 roku
- Gwatemala od 1946 roku
- Gwinea od 1962 roku
- Gwinea Bissau od 1986 roku
- Gwinea Równikowa od 1986 roku

### H
- Haiti od 1934 roku
- Hiszpania od 1904 roku
- Holandia od 1904 roku
- Honduras od 1946 roku
- Hongkong od 1954 roku

### I
- Indie od 1948 roku
- Indonezja od 1952 roku
- Irak (Grupa I) od 1950 roku
- Irak (Grupa II) od 1950 roku
- Iran od 1948 roku
- Irlandia od 1923 roku
- Irlandia Północna od 1911 roku
- Islandia od 1947 roku
- Izrael od 1929 roku

### J
- Jamajka od 1962 roku
- Japonia od 1929 roku
- Jemen od 1980 roku
- Jordania od 1956 roku

### K
- Kajmany od 1992 roku
- Kambodża od 1954 roku
- Kamerun od 1962 roku
- Kanada
- Katar od 1972 roku
- Kazachstan od 1994 roku, wcześniej jako ZSRR w latach 1936–1991.
- Kenia od 1960 roku
- Kirgistan od 1994 roku, wcześniej jako ZSRR w latach 1936–1991.
- Kolumbia od 1936 roku
- Komory (Mwali) od 2005 roku
- Komory (Ndzuani) od 2005 roku
- Komory (Ngazidja) od 2005 roku
- Kongo od 1964 roku
- Korea Południowa od 1948 roku
- Korea Północna od 1958 roku
- Kosowo od 1945 roku
- Kostaryka od 1927 roku
- Kuba od 1929 roku
- Kuwejt od 1964 roku

### L
- Laos od 1952 roku
- Lesotho od 1964 roku
- Liban od 1936 roku
- Liberia od 1964 roku
- Libia (grupa I) od 1964 roku
- Libia (grupa II) od 1964 roku
- Litwa od 1923 roku, wcześniej jako ZSRR w latach 1936–1991.
- Luksemburg od 1910 roku

### Ł
- Łotwa od 1923 roku, wcześniej jako ZSRR w latach 1936–1991.

### M
- Macedonia od 1994 roku[11]
- Madagaskar Grupa A od 1964 roku
- Madagaskar Grupa B od 1964 roku
- Madagaskar Grupa C od 1964 roku
- Madagaskar Grupa D od 1964 roku
- Malawi od 1968 roku
- Malediwy od 1986 roku
- Malezja od 1954 roku
- Mali (Grupa A) od 1964 roku
- Mali (Grupa B) od 1964 roku
- Malta od 1960 roku
- Makau od 1978 roku
- Maroko od 1960 roku
- Mauretania od 1970 roku
- Mauritius od 1964 roku
- Meksyk od 1929 roku
- Mołdawia od 1994 roku, wcześniej jako ZSRR w latach 1936–1991.
- Mongolia od 1998 roku
- Mozambik od 1980 roku

### N
- Namibia od 1992 roku
- Nepal od 1972 roku
- Niemcy od 1904 roku, także jako NRD w latach 1949–1991.
- Niger od 1964 roku
- Nigeria od 1960 roku
- Nikaragua od 1950 roku
- Norwegia od 1908 roku
- Nowa Kaledonia od 2004 roku
- Nowa Zelandia od 1948 roku

### O
- Oman od 1980 roku

### P
- Palestyna od 1998 roku
- Panama od 1938 roku
- Papua-Nowa Gwinea od 1966 roku
- Paragwaj od 1925 roku
- Peru od 1924 roku
- Polska od 1923 roku
- Portugalia od 1923 roku

### R
- Republika Środkowoafrykańska od 1964 roku
- RPA od 1992 roku[12]
- Rosja od 1912 roku, wcześniej jako ZSRR w latach 1936–1991.
- Rumunia od 1923 roku
- Rwanda od 1978 roku

### S
- Saint Kitts i Nevis od 1992 roku
- Saint Lucia od 1988 roku
- Saint Vincent i Grenadyny od 1988 roku
- Salwador od 1938 roku
- Samoa od 1986 roku
- Samoa Amerykańskie od 1998 roku
- San Marino (Grupa A) od 1988 roku
- San Marino (Grupa B) od 1988 roku
- Senegal od 1964 roku
- Serbia od 1923 roku[13]
- Seszele od 1986 roku
- Sierra Leone od 1960 roku
- Singapur od 1952 roku
- Słowacja od 1907 roku, wcześniej jako Czechosłowacja w latach 1918–1993
- Słowenia od 1992 roku[8]
- Somalia od 1962 roku
- Sri Lanka (Grupa A) od 1952 roku
- Sri Lanka (Grupa B) od 1952 roku
- ,  Stany Zjednoczone/Kanada (Konferencja Wschodnia) od 1996 roku[14]
- ,  Stany Zjednoczone/Kanada (Konferencja Zachodnia) od 1996 roku[14]
- Eswatini od 1978 roku
- Sudan od 1948 roku
- Sudan Południowy od 2012 roku
- Surinam od 1929 roku
- Syria (Grupa I) od 1946 roku
- Syria (Grupa II) od 1946 roku
- Szkocja od 1910 roku
- ,  Szwajcaria/Liechtenstein od 1904 roku[15]
- Szwecja od 1904 roku

### T
- Tadżykistan od 1994 roku, wcześniej jako ZSRR w latach 1936–1991.
- Tahiti od 1990 roku
- Tajlandia / Syjam od 1925 roku
- Tajwan / Chińskie Tajpej od 1954 roku
- Tanzania od 1964 roku
- Timor Wschodni od 2005 roku
- Togo od 1964 roku
- Tonga od 1994 roku
- Trynidad i Tobago od 1964 roku
- Tunezja od 1960 roku
- Turcja od 1923 roku
- Turkmenistan od 1994 roku, wcześniej jako ZSRR w latach 1936–1991.
- Turks i Caicos od 1998 roku

### U
- Uganda od 1960 roku
- Ukraina od 1992 roku, wcześniej jako ZSRR w latach 1936–1991.
- Urugwaj od 1923 roku
- Uzbekistan od 1994 roku, wcześniej jako ZSRR w latach 1936–1991.

### V
- Vanuatu od 1988 roku

### W
- Walia od 1910 roku
- Wenezuela od 1952 roku
- Węgry od 1907 roku
- Wietnam od 1964 roku
- Włochy od 1905 roku
- Wybrzeże Kości Słoniowej od 1964 roku
- Wyspy Cooka od 1994 roku
- Wyspy Dziewicze Stanów Zjednoczonych od 1998 roku
- Wyspy Owcze od 1988 roku
- Wyspy Salomona od 1988 roku
- Wyspy Świętego Tomasza i Książęca od 1986 roku

### Z
- Zambia od 1964 roku
- Zimbabwe od 1965 roku
- Zjednoczone Emiraty Arabskie od 1974 roku